# Аджаташатру
Аджаташатру (умер в 460 году до н. э.) — древнеиндийский правитель из династии Харьянка, царь Магадхи в 491—460 годах до н. э.

## Биография
Аджаташатру был сыном царя Магадхи Бимбисары. Известно, что отец назначил его наместником в завоёванном государстве Анга со столицей в Чампе. Позже Аджаташатру сверг отца и уморил голодом в тюрьме. Придя к власти, он продолжил завоевательную политику Бимбисары: победил в тяжёлой и продолжительной войне правителя Кошалы Прасенаджита и республиканское объединение Личчхавов. С Личчхавами Аджаташатру воевал 16 лет, и победа была одержана благодаря строительству крепости Паталигама и военной хитрости (магадхский агент посеял раздоры во вражеском стане). В итоге царь Магадхи смог существенно усилить свои позиции в долине Ганга.
Наследником Аджаташатру стал его сын Удаин.